# Villa Kakelhof
Villa Kakelhof is een monumentale parkvilla in het Wilhelminapark in de Nederlandse plaats Venlo. Oorspronkelijk was de naam Villa Paulina, maar een latere eigenaar veranderde de naam in Kakelhof.

## Geschiedenis
In 1909 werd de villa gebouwd naar een ontwerp van de architect Henri Seelen. Aan het Wilhelminapark verrezen meerdere villa's.
In 1953 werd de villa verbouwd, waarbij er in het souterrain een nieuwe betonvloer kwam, enkele plafonds werden verlaagd en er een aantal vensters werden veranderd.

## Bouwwerk
Het pand is een vrijstaande villa op een rechthoekig grondplan in twee bouwlagen met souterrainverdieping. De villa heeft een wolfdak met Tuiles du Nord. Het toegepaste bouwmateriaal is rode baksteen met gele speklagen met metselwerk in kruisverband. Verder zijn de houten vensters in segmentboogvorm geconstrueerd met rechthoekige erkervensters en liggen er hardstenen dorpelstenen.
Van het interieur is vooral de structuur nog vrijwel volledig intact. Zo heeft het pand nog de originele eikenhouten trap met florale art-nouveaustijl, marmeren lambrisering en de authentieke marmeren vloerplaten.